# Sharon Jones & The Dap-Kings
Sharon Jones & The Dap-Kings sono un gruppo musicale funk/soul statunitense originario di Brooklyn e attivo dal 1996, fino alla morte della cantante Sharon Jones, avvenuta nel 2016.

## Storia del gruppo
Sharon Jones nasce nel 1956 ad Augusta (Georgia) ed inizia a cantare da giovanissima. Si trasferisce a Brooklyn con la famiglia e qui fa da corista per altri artisti, prima di trovare lavoro.
Nel 1996 viene notata dalla Desco Records, ed inizia a registrare con i Soul Providers. Realizza una serie di singoli e poi il primo album con i Dap-Kings nel 2002, pubblicato dalla Daptone Records.
Seguono altri due dischi nel 2005 (Naturally, a cui collabora Lee Fields) e nel 2007 (100 Days, 100 Nights). 
Nel 2010 esce il quarto album, I Learned the Hard Way.
Al contempo la Jones è costretta ad annullare un tour a causa di un tumore. Successivamente viene data fortunatamente la notizia della sua guarigione e nel gennaio 2014 viene pubblicato l'album Give the People What They Want.

## Discografia
- Dap Dippin' with Sharon Jones and the Dap-Kings (2002)
- Naturally (2005)
- 100 Days, 100 Nights (2007)
- I Learned the Hard Way (2010)
- Soul Time! (2011) (raccolta)
- Give the People What They Want (2014)